# Heinrich Liebmann
Karl Otto Heinrich Liebmann (Estrasburgo, 22 de outubro de 1874 – Munique, 12 de junho de 1939) foi um matemático alemão. Trabalhou principalmente com geometria.

## Vida
Filho do professor de filosofia e neokantista Otto Liebmann (1840–1912). Estudou de 1892 a 1897 na Universidade de Leipzig, Universidade de Jena e Universidade de Göttingen. Obteve um doutorado em 1895 na Universidade de Jena, orientado por Carl Johannes Thomae, com a tese Die einzweideutigen projektiven Punktverwandtschaften der Ebene. Em 1897 foi assistente em Göttingen e em 1898 em Leipzig, onde obteve a habilitação em 1899 com o tema Über die Verbiegung der geschlossenen Flächen positiver Krümmung.
Em 1905 foi professor extraordinário em Leipzig, em 1910 professor extraordinário na Universidade Técnica de Munique, onde foi professor em 1915. Em 1920 sucedeu o professor Paul Stäckel na Universidade de Heidelberg, onde foi reitor em 1926. Em 1935 requereu aposentadoria por pressão política dos nazistas. Em sua faculdade foi boicotado juntamente com seu colega Arthur Rosenthal. Passou seus últimos anos em Munique.

## Obras selecionadas
- Die einzweideutigen projektiven Punktverwandtschaften der Ebene. Jena, 1895 (Digitalisat Univ. Heidelberg)
- Über die Verbiegung der geschlossenen Flächen positiver Krümmung Leipzig 1900 (Digitalisat Univ. Heidelberg)
- Lehrbuch der Differentialgleichungen. Leipzig 1901
- Die nichteuklidische Geometrie. Historisch kritische Darstellung ihrer Entwicklung. Berlin 1908, 1912, 1923 (com Roberto Bonola)
- Synthetische Geometrie. Leipzig 1934
- Nichteuklidische Geometrie. Leipzig 1905.
- Das Problem der Kreisteilung. Leipzig/Berlin 1913.
- Die Berührungstransformationen, Geschichte und Invariantentheorie. Leipzig 1914.
- Die Sätze von Lie und Gambier über Kurven deines Linienkomplexes. Berlin 1928.
- N. J. Lobatschefskijs imaginäre Geometrie und Anwendung der imaginären Geometrie auf einige Integrale, 1904
- „Eine neue Eigenschaft der Kugel“, Mitteilungen Akademie Göttingen 1899
- Die elementaren Konstruktionen der nichteuklidischen Geometrie, Jahresbericht DMV 1911
- „Notwendigkeit und Freiheit in der Mathematik“, Jahresbericht DMV 1905, Antrittsvorlesung Leipzig
- „Neuer Beweis des Mindingschen Satzes“, Jahresbericht DMV 1903
- „Neuer Beweis des Satzes, dass eine geschlossene konvexe Fläche sich nicht verbiegen läßt“, Mathematische Annalen Bd.54, 1901
- „Geometrische Theorie der Differentialgleichungen“, Enzyklopädie der Mathematischen Wissenschaften 1914
- „Berührungstransformationen“,  Enzyklopädie der Mathematischen Wissenschaften 1914